# دنویل (کانزاس)
دنویل (به انگلیسی: Danville) شهری در ایالت کانزاس کشور ایالات متحده آمریکا است که جمعیت آن در سرشماری سال ۲۰۱۰ میلادی، ۳۸ نفر بوده‌است.